# Yang Jung-mo
Yang Jung-mo (양정모?; Pusan, 22 gennaio 1953) è un ex lottatore sudcoreano, specializzato nella lotta libera.

## Palmarès

### Olimpiadi
- 1 medaglia:
  - 1 oro (Montréal 1976 nei 62 kg)

### Mondiali
- 2 medaglie:
  - 1 argento (Città del Messico 1978 nei 62 kg)
  - 1 bronzo (Minsk 1975 nei 62 kg)

### Giochi asiatici
- 2 medaglie:
  - 2 ori (Bangkok 1978 nei 62 kg; Teheran 1974 nei 62 kg)